# داني ديفيس (موسيقي)
داني ديفيس (بالإنجليزية: Danny Davis)‏ هو موسيقي ومنتج أسطوانات وكاتب أغاني أمريكي، ولد في 29 مايو 1925 في راندولف في الولايات المتحدة، وتوفي في 12 يونيو 2008 في ناشفيل في الولايات المتحدة بسبب نوبة قلبية.

## وصلات خارجية
- داني ديفيس على موقع ميوزك برينز (الإنجليزية)
- داني ديفيس على موقع ديسكوغز (الإنجليزية)